# تبييض الشرج
تبييض الشرج هي عملية تفتيح لون البشرة حول فتحة الشرج. تتم العملية لأسباب جمالية أو لممارسة الجنس .وذلك من خلال جعل الون حول الشرج ملائم مع لون المناطق المحيطة. بعض العلاجات تتم في مراكز متخصصة من قبل أخصائية بينما البعض الآخر يشمل مراهم ومستحضرات توضع مباشرة على الجلد . و له انتشار واسع في الدول المتقدمة

## التاريخ
كان صناع الترفيه الإباحي وممثليه أول من قام بالعملية في محاولة لجعل لون المنطقة المحيطة بشرج تتناسب مع لون بشراتهم. ولكن عندما أصبح العري أكثر شيوعا في أفلام هوليوود، شاع انتشار تبييض الشرج بين العامة. 
من الصعب تحديد متى أصبح تبييض الشرج شائعا بين العامة ولكن يعتقد أن مجموعة من الأحداث أدت إلى تفجر شيوع العملية. في بداية الألفيات أصبح   إزالة الشعر البرازيلي ذات صيت لعدت أسباب التي من بينها لبس بذات السباحة والملابس الداخلية إضافة إلى انتشار الأفلام الإباحية بين العامة. ما إن أصبحت إزالة الشعر البرازيلية تسمح بإظهار أجزاء الجسد التي لم تكن تظهر سابقا، حتى أصبح العديد من النساء يرغبن بتبييض فتحات شرجهن ليصبح ملائم مع لون البشرة المحيطة. 
في محاولة للقضاء على مشكلة عدم تناسق الألوان، أصبح تبييض الأعضاء التناسلية أكثر شيوعا بين العامة. علاوة على ذلك تم التطرق إلى عملية تبييض الشرج في أفلام عدة من أبرزها فيلم برونو وبرايدزمايدز إضافة إلى بعض المجلات. لاحقا انتشرت الظاهرة خارج أوساط هوليوود وظهرت العديد من السبل التي توفر تلك الخدمة إضافة إلى مستحضرات التي يمكن استعمالها شخصيا.

## الطرق
هناك العديد من الطرق لتبييض الشرج. الطريقة الأكثر شيوعا والأمن هي المراهم والجيل التي يمكن استعمالها في البيت حيث تستهدف المناطق الداكنة من الشرج والأعضاء التناسلية وتفتيحها تدريجيا. هناك طرق أخرى أقل أمان تشمل التجميد وتفتيح البشرة بالليزر. 

## المخاطر
في البدء كانت عملية تبييض الشرج تتم بمستحضرات معد خصيصا للتفتيح البشرة سريعا وكانت الكثير من تلك المستحضرات تحتوي على مواد مهيجة لمنطقة الشرج؛ بينما البعض الآخر كان يتكون من مواد ممنوعة في كثير من الدول. يعد تفتيح البشرة بطريقة التجميد وطرق المعتمدة على استعمال الليزر غير آمن كليا حيث عادة ما تكون النتائج غير متناسقة ومؤلمة أيضا وتزيد تلك الخطورة مع ذوي البشرة الداكنة. زيادة عليه عادة ما يترك التبييض بالليزر أثر وندوب يصعب التخلص منها لذلك غالبا ما يستعان بعملية التجميد.